# Língua airesa
Airês (Tayiṛt) é uma variedade da língua tamashe, uma das línguas tuaregues. É falada pelso tuaregues, povo que habita as montanhas de Aïr, na região de Agadez do Níger.

## Dialetos
Ethnologue  lista dois dialetos:  Ar (Tayert)  e  Tanassfarwat (Tamagarast / Tamesgrest) . Blench (2006) considera essas duas variedades como línguas distintas e lista  Ingal  e  Gofat  como dialetos de Air / Tayirt e Azerori como um dialeto de Tamesgrest.

## Escritas
É escrita com o alfabeto latino. Também há maneiras de escrevê-la com uma versão do alfabeto tifinaque conhecida como xifinague e uma versão do alfabeto árabe conhecida como Innislamen.

## Fonologia

### Consoantes
|             |             | Labial | Labial     | Alveolar | Alveolar   | Palato- alveolar | Velar | Velar | Uvular | Glotal |
| plana       | faringeal   | plana  | faringeal. | plana    | faringeal. | Palato- alveolar |       |       | Uvular | Glotal |
| ----------- | ----------- | ------ | ---------- | -------- | ---------- | ---------------- | ----- | ----- | ------ | ------ |
| Plosiva     | surda       |        |            | t        | (tˤ)       | (č) [tʃ]         | k     | kˤ    | q      |        |
| Plosiva     | sonora      | b      | bˤ         | d        | dˤ         | (ǧ) [dʒ]         | g     |       |        |        |
| Fricativa   | surda       | f      | (fˤ)       | s        | (sˤ)       | š [ʃ]            |       |       | χ      | h      |
| Fricativa   | sonora      |        |            | z        | zˤ         | ž [ʒ]            |       |       | ʁ      |        |
| Nasal       | Nasal       | m      | (mˤ)       | n        | (nˤ)       |                  | ŋ     |       |        |        |
| Lateral     | Lateral     |        |            | l        | (ɫ)        |                  |       |       |        |        |
| Vibrantel   | Vibrantel   |        |            | r        | (rˤ)       |                  |       |       |        |        |
| Aproximante | Aproximante | w      |            |          |            | y [j]            |       |       |        |        |

### Vogais
|         | Anterior | Central | Posterior |
| ------- | -------- | ------- | --------- |
| Fechada | i        | ə       | u         |
| Medial  | e        | ă       | o         |
| Aberta  |          | a       |           |

|                     | Oral    | Oral      | Oral     | Faringeal | Faringeal | Faringeal |
| anterior \|Anterior | Central | Posterior | Anterior | Central   | Posterior |           |
| ------------------- | ------- | --------- | -------- | --------- | --------- | --------- |
| Fechada             | [i]     | [ɨ ~ ə]   | [u]      | [ɪˤ]      | [ɜˤ]      | [ʊˤ]      |
| Medial              | [ɪ ~ e] | [ɜ ~ ɐ]   | [ʊ ~ o]  | [ɛˤ ~ æˤ] | [ɐˤ ~ aˤ] | [ɔˤ]      |
| Aberta              |         | [æ ~ a]   |          |           | [aˤ ~ ɑˤ] |           |

- Os sons [tʃ] e [dʒ] ocorrem principalmente como alofones de / t / e / d / antes das vogais anteriores. Um velar / ŋ / aparece principalmente quando seguido por uma labio-velar / w / ou uma uvular / q /.ref>Kossmann, Maarten G. (2011). A Grammar of Ayer Tuareg (Niger). [S.l.]: Cologne: Rüdiger Köppe</ref>